# Real Gabinete de Máquinas

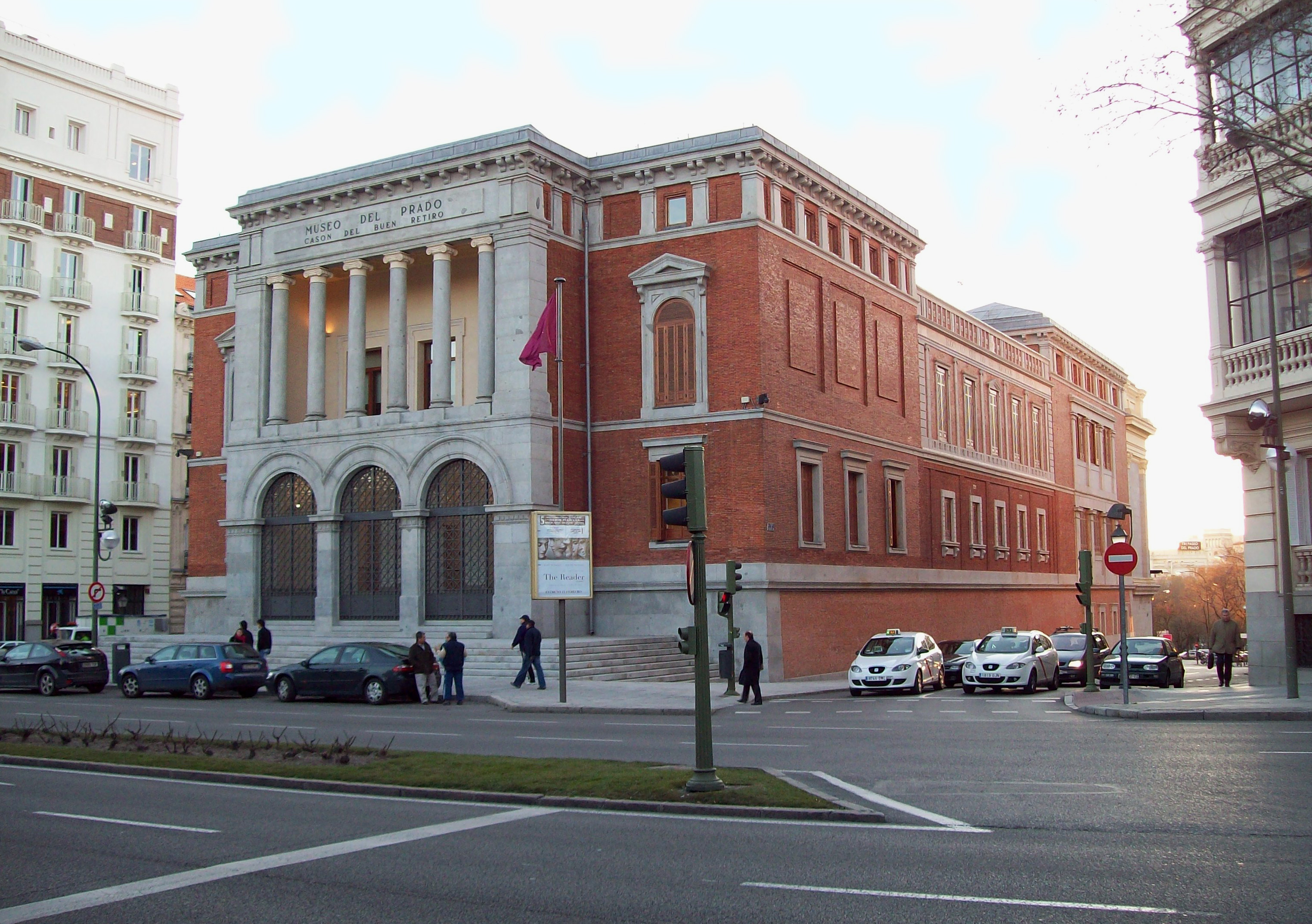
El Casón del Buen Retiro, antigua sede del Real Gabinete de Máquinas.

El Real Gabinete de Máquinas fue uno de los primeros intentos de diseminación de conocimientos de ingeniería en España. Creado por la actividad de Agustín de Bethencourt y colaboradores (Juan López de Peñalver, Tomas de Veri, Juan de la Fuente, Joaquín Abaitua y Juan de Mata, todos ellos pensionados en la École nationale des ponts et chaussées de París). Su objetivo era el de realizar estudios de ingeniería y poder disponer de una colección de láminas y maquetas de máquinas de utilidad para las obras públicas y la industria. La sede del Gabinete se ubicó en el palacio del Buen Retiro.

## Historia
La revolución francesa hizo que se trajeran los modelos desde París en 1791, fecha efectiva en el que comienza el trabajo del gabinete a las órdenes de Agustín de Betancourt. Las primeras tareas del gabinete fueron las de exponer las maquetas de las maquinarias a manera de museo industrial. El Catálogo del Real Gabinete de Máquinas fue publicado en 1794 por Juan López de Peñalver. En los talleres del gabinete se realizaron los modelos de la telegrafía óptica que uniría Madrid con Cádiz. En 1802 el Real Gabinete quedó dentro de la Escuela de Caminos y Canales que se instaló en los locales del Palacio del Buen Retiro.
Durante la guerra de independencia los fondos del Real Gabinete se trasladaron a los sótanos del palacio de Buenavista. Tras el periodo bélico el Gabinete tuvo que ser reorganizado para pasar a depender de la Real Sociedad Económica Matritense. En 1885-1886 se llevaron a cabo medidas por el ministro de Fomento Montero Ríos para organizar las Escuelas de Artes y Oficios.